# Olivier Nyokas

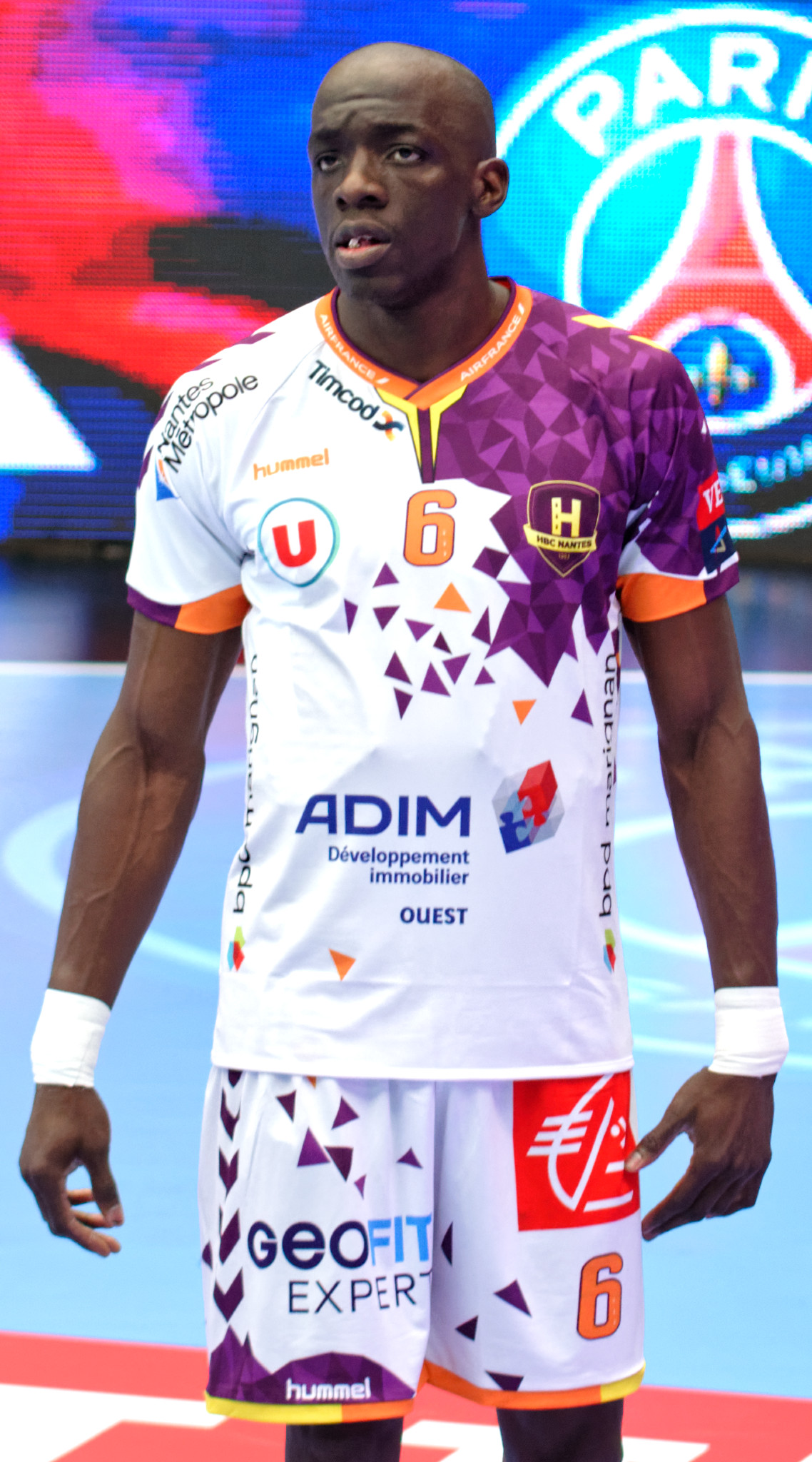
Olivier Nyokas, 2017.

Guy Olivier Nyokas, född 28 juni 1986 i Montfermeil, är en fransk-kongolesisk handbollsspelare (vänsternia). Han är tvillingbror med handbollsspelaren Alix Kévynn Nyokas.